# 午夜人魔
《午夜人魔》（直译：午夜死去）是一部1986年的意大利鉛黃電影，由瓦莱丽娅·德奥比奇（Valeria D'Obici）和莱昂纳多·特雷维利奥（Leonardo Treviglio）主演，兰贝托·巴瓦（Lamberto Bava）执导。

## 剧情
尼古拉·莱维发现妻子萨拉出轨后，喝得酩酊大醉，待她回家后用粗俗的言语辱骂，还想要杀害她。萨拉用冰锥刺伤了尼古拉的肩膀，尼古拉愤然离去。不久后，萨拉在家中洗澡时被一个穿着深色衣服的人用冰锥刺死。逃亡的尼古拉成为头号嫌疑人。他躲藏在前女友安娜·贝拉迪那里，而安娜是一位刑事心理学家，同时也是与特尔齐警探合作调查此案的专家。
特尔齐警探的烟斗不见了。他有一个在大学学习刑事心理学的女儿卡罗尔，她的教授正是贝拉迪。卡罗尔的朋友乔娅和莫妮卡也在上同一课程。她们的研究对象之一是弗朗科·特里波，一名极其暴力且危险、专杀女性的连环杀手，人称“午夜屠夫”。贝拉迪曾采访过他，而他被认为已在一场精神病院的火灾中身亡，火灾疑似就是他引发的。不久，神秘人物潜入大学，抹去了特里波所有谋杀案的记录。
与此同时，又有一名女子被赶下车，追到一个空的剧院舞台上，被同一个神秘人用冰锥残忍杀害。由于两名女性的尸体在死前和死后都被肢解，手法酷似特里波，贝拉迪担心特里波仍然活着并再次杀人，更何况她还看到他闯入了自己的房子。尽管如此，特尔齐警探并不相信贝拉迪的推测，一部分原因是她是女性且并非警察。
在贝拉迪家外，警察目击到尼古拉和贝拉迪正在争夺一把厨房刀。一名侦探开枪打死了尼古拉，让贝拉迪深受创伤。然而，谋杀并未停止。一名内衣店收银员被杀手以刀威胁，受到外貌侮辱。杀手强迫她穿上一件商店的胸罩，她想要逃跑，但被杀手用店内的多件内衣窒息而死。
为了安全起见，特尔齐警探将卡罗尔、乔娅和莫妮卡送到了一处偏僻的度假屋。不久后，特尔齐找回了丢失的烟斗，认为这是杀手的一个信号，便与爱慕卡罗尔的同学阿尔贝托赶往现场。然而，他们为时已晚，特里波已杀死了莫妮卡、乔娅，以及可能杀死了来这里的贝拉迪。
卡罗尔险些遇害，最终与阿尔贝托碰面。阿尔贝托表示他知道贝拉迪就是杀手。根据贝拉迪的论文，特里波曾在采访中强奸她，她可能因创伤而精神失常，最终模仿特里波开始新的杀戮。卡罗尔不相信他的话，但当她打算向阿尔贝托展示死者时，特里波突然刺伤阿尔贝托，还想要杀死卡罗尔。特尔齐警探及时赶到，开枪击毙了杀手。原来，“特里波”实际上是个戴着特里波面具的人，而真正的杀手是贝拉迪。特尔齐表示，他意识到贝拉迪是在挑衅他能不能抓住她，而烟斗正是她的暗示。他沉痛地指出，开枪打死尼古拉的警察当时未看到是贝拉迪持刀威胁尼古拉。

## 演员
- 瓦莱丽娅·德奥比奇 Valeria D'Obici 饰 安娜·贝拉迪
- 莱昂纳多·特雷维利奥 Leonardo Treviglio 饰 尼古拉·莱维
- 保罗·马尔科 Paolo Malco 饰 特尔齐警探
- 拉拉·温德尔 Lara Wendel 饰 卡罗尔·特尔齐
- 利娅·马蒂诺 Lea Martino 饰 乔娅
- 埃利安娜·米廖 Eliana Miglio 饰 莫妮卡
- 芭芭拉·斯科帕 Barbara Scoppa 饰 萨拉·莱维
- 马西米利亚诺·巴拉塔 Massimiliano Baratta 饰
- 洛雷达娜·罗米托 Loredana Romito 饰 护士
- 迪诺·康蒂 Dino Conti 饰 特尔齐的助理
- 马切洛·莫杜尼奥 Marcello Modugno 饰 阿尔贝托
- 洛雷达娜·格拉 Loredana Guerra 饰 内衣销售员
- 吉安保罗·萨卡罗拉 Gianpaolo Saccarola 饰 剧院守卫
- 彼得·皮奇 Peter Pitsch 饰 弗朗科·特里波

## 制作
《午夜人魔》是兰贝托·巴瓦执导的第二部铅黄类型电影，原本打算拍成一部電視影片。巴瓦后来表示，他对拍摄此类电影感到不安，他说道：“拍摄女性被刺杀的场景让我感到厌恶。達利歐·阿基多对此驾轻就熟，但我一看到凶手手中的刀就感到恶心。”

## 发行
《午夜人魔》于1986年上映。该片在丹麦以《午夜你会死》（You'll Die at Midnight）的名字发行家庭媒体，在法国则名为《午夜惊魂》（Midnight Horror）。

## 评价
回顾性评论中，意大利影评人、电影历史学家罗伯托·库尔蒂（Roberto Curti）认为该片“乏味且难以引人入胜，只有设定在海边酒店的场景较为出彩。”阿德里安·路德-史密斯（Adrian Luther-Smith）在其著作《血与黑色蕾丝》（Blood & Black Lace）中评价该片“难称为开创性作品”，但仍具有足够的风格与画面感，足以吸引铅黄类型片的爱好者观看。